# Heinz Rögner
Heinz Rögner, né à Leipzig le 16 janvier 1929 et mort le 10 décembre 2001 à Leipzig,  est un chef d'orchestre allemand.

## Biographie
Il étudie le piano avec Hugo Steuer et l'alto avec Otto Gutschlicht. Il apprend la direction d'orchestre avec Egon Bölsche à la Hochschule für Musik de Leipzig.
Il est chef d'orchestre au Théâtre national allemand de Weimar de 1951 à 1954. Il dirige ensuite l'école d'opéra de la Hochschule für Musik de Leipzig de 1954 à 1958. De 1958 à 1962, il est le premier chef du Grand Orchestre de la Radio de Leipzig, puis il est Generalmusikdirektor de la Deutsche Staatsoper de Berlin Est. En 1973, il est nommé premier chef de l'Orchestre symphonique de la radio de Berlin Est qu'il dirige pendant vingt ans, et en 1974 il dirige aussi le chœur, avec un vaste répertoire également tourné vers ses contemporains.
Il dirige des représentations lyriques et des concerts symphoniques en Allemagne de l'Est et de l'Ouest, en Roumanie et en Hongrie. Il est aussi directeur musical du Yomiuri Nippon Symphony Orchestra de Tokyo à partir de 1985.
En tant que professeur, il a eu le pianiste et compositeur Christian Frank comme élève.

## Discographie
- 1999 : Symphonie C-dur / Siegfried-Idyll, par Richard Wagner (Berlin Classics)
- Symphonie, en ut majeur (WWV 29)

1. . Sostenuto e maestoso - Allegro con brio
2. . Andante ma non troppo, un poco maestoso
3. . Allegro assai
4. . Allegro molto e vivace

- Siegfried Idyll, pour orchestre, en mi majeur (WWV 103)

1. . Ruhig bewegt

### Dictionnaires et encyclopédies
- Theodore Baker et Alain Pâris (trad. Marie-Stella Pâris), Dictionnaire biographique des musiciens, R. Laffont, 1995 (ISBN 2-221-90103-7, 978-2-221-90103-8 et 2-221-06510-7, OCLC 896013421, lire en ligne)